# بي جاي جاكوبسن
بي جاي جاكوبسن (بالإنجليزية: P. J. Jacobsen)‏ مواليد 7 أغسطس 1993، هو متسابق دراجات نارية أمريكي. نافس في سباقات بطولة العالم لفئة 125 سي سي. كما شارك في بطولة العالم للسوبرسبورت.

## وصلات خارجية
- بي جاي جاكوبسن على موقع WorldSBK.com (الإنجليزية)

- الموقع الإلكتروني